# America's Best Dance Crew
America's Best Dance Crew (abreviado ABDC) é uma série de televisão de dança, que conta com a participação de grupos (crews) de dançarinos de rua. É apresentado por Randy Jackson, jurado do American Idol. Tem a distribuição do canal Boomerang.